# Califa ibne Harube de Zanzibar
Califa ibne Harube (Khalifa ibn Harub) foi um sultão de Zanzibar, entre 1911 e 9 de outubro de 1960, quando morreu e foi sucedido por seu filho mais velho, Abedalá ibne Califa.
Desde 1890, Zanzibar era um protetorado britânico. Em 1913, Zanzibar passou a ser administrado pelo governador da África Oriental Britânica, e, em 1926, pelo alto comissário em Nairóbi.
Ele foi a principal liderança muçulmana no leste da África, e a sua influência moderada serviu para controlar a opinião dos muçulmanos na região, nos tempos de crise política, especialmente as duas guerras mundiais.